# Jorge VII de Georgia

Reino de Georgia en el inicio del reinado de Jorge VII

Jorge VII (en georgiano: გიორგი VII) (muerto en 1405 o 1407) fue rey de Georgia de 1393 a 1407 (alternativamente, de 1395 a 1405).
Jorge fue hijo del rey Bagrat V y de su primera mujer Elena de Trebisonda (muerta de peste bubónica en 1366). Bagrat le nombró cogobernante en 1369.
En noviembre de 1386, Bagrat fue derrotado y hecho prisionero por el capitán mongol Tamerlán. El príncipe Jorge organizó una resistencia exitosa para prevenir las siguientes incursiones y liberó a su padre. En 1393, Bagrat murió, y Jorge asumió plenos poderes reales. Pasó la mayoría de su reinado luchando contra Tamerlán, quien dirigió siete expediciones contra el obstinado reino de Georgia entre 1387 y 1403, dejando el país en ruinas. Finalmente, en 1403 Jorge tuvo que firmar la paz, reconociendo a Tamerlán como suzerano y pagándole tributo, pero reteniendo el derecho a ser coronado como monarca cristiano. Murió en batalla contra los turcomanos, aparentemente del clan de Kara Koyunlu.
Jorge VII pudo haber muerto sin hijos, ya que fue su hermano Constantino quien le sucedió en el trono.